# It Matters to Me
It Matters to Me è il secondo album della cantante country statunitense Faith Hill, pubblicato il 29 agosto 1995 dall'etichetta discografica Warner.
Dall'album sono stati estratti i singoli Let's Got to Vegas, It Matters to Me, Someone Else's Dream, You Can't Lose Me e I Can't Do That Anymore.
Il disco è stato prodotto dalla stessa Faith Hill insieme a Scott Hendricks.

## Tracce e formati
CD (Warner 45872 [us] / EAN 0093624587224)
1. Someone Else's Dream – 3:37 (Trey Bruce, Craig Wiseman)
2. Let's Go to Vegas – 3:11 (Karen Staley)
3. It Matters to Me – 3:19 (Ed Hill, Mark D. Sanders)
4. Bed of Roses – 3:05 (Jaime Kyle, Will Rambeaux)
5. A Man's Home Is His Castle – 4:16 (Ariel Caten)
6. You Can't Lose Me – 3:52 (Trey Bruce, Thom McHugh)
7. I Can't Do That Anymore – 4:04 (Alan Jackson)
8. A Room in My Heart – 3:53 (Sunny Russ)
9. You Will Be Mine – 3:15 (Rob Honey)
10. Keep Walkin' On (feat. Shelby Lynne) – 3:28 (Karen Staley, Tricia Walker)

Durata totale: 36:00

## Classifiche
| Classifica (1995)                | Posizione raggiunta |
| -------------------------------- | ------------------- |
| Stati Uniti                      | 29                  |
| Stati Uniti (classifica country) | 4                   |